# 毛木藍
毛木藍（学名：Indigofera hirsuta），又名硬毛木蓝、毛靛藍，为豆科木藍屬下的一种一年或二年生草本植物、亚灌木，可用作牧草或綠肥。

## 扩展阅读
- 維基物種上的相關：毛木藍